# Le Messager FC de Ngozi
Le Messager FC de Ngozi ist ein burundischer Fußballverein aus Ngozi, der in der höchsten burundischen Spielklasse, der Ligue A antritt. Der Klub kommt aus der 22.000-Einwohner-Stadt Ngozi im Norden Burundis.

## Stadion
Der Verein trägt seine Spiele im Urukundo Stadium in Ngozi aus, das auch für Internationale Begegnungen genutzt wird und 5000 Zuschauer fassen kann.

## Geschichte
Der Verein wurde im Jahr 2005 gegründet und trat vorerst in der zweiten burundischen Liga an. Im Jahr 2012 gelang der Aufstieg in die höchste Spielklasse. In der Saison 2017/18 gelang dem Verein die erste Meisterschaft der Vereinsgeschichte: Mit einer Bilanz von 22 Siegen, 4 Niederlagen und 4 Unentschieden, wurde Le Messager FC de Ngozi mit einem Punkt Vorsprung auf den Tabellenzweiten Lydia Ludic Burundi Académic FC Meister. In der Saison 2018/2019 belegte die Mannschaft den vierten Rang.

## Erfolge
- Aufstieg in die Ligue A: 2005
- Ligue A: 2018, 2020, 2021
- Burundischer Fußballpokal: 2016

## Statistik in den CAF-Wettbewerben
| Wettbewerb                   | Runde         | Gegner                 | Hinspiel | Rückspiel |  |
| ---------------------------- | ------------- | ---------------------- | -------- | --------- |  |
|                              |               |                        |          |           |  |
| CAF Confederation Cup 2015   | Qualifikation | Sport Luanda e Benfica | 0:2 (A)  | 0:1 (H)   |  |
| CAF Confederation Cup 2017   | Qualifikation | KVZ FC                 | 1:2 (A)  | 3:0 (H)   |  |
|                              | 1. Runde      | ZESCO United           | 0:2 (A)  | 2:2 (H)   |  |
| CAF Champions League 2018/19 | Qualifikation | Ismaily SC             | 0:1 (H)  | 1:2 (A)   |  |
| CAF Champions League 2020/21 | Qualifikation | Young Buffaloes        | 0:0 (A)  | 1:1 (H)   |  |